# 木戸慎二
木戸 慎二（きど しんじ、1990年10月2日 - ）は、日本の柔道家。広島県出身。階級は60kg級。身長162cm。組み手は左組み。段位は二段。血液型はB型。得意技は大内刈、脚三角からの縦四方固。現在は岩倉高校の教員で、柔道部の監督を務めている。

## 経歴
柔道は6歳の時に始めた。崇徳中学から崇徳高校に進学するが、3年の時にインターハイ60kg級でベスト16に入ったくらいで際立った活躍は見られなかった。日体大に進学すると、1年の時に全日本ジュニアで大学の1年先輩である山本浩史に内股で敗れるが2位となった。2年の時には1年後輩である伊左次雄介が付き人となり、講道館杯、グランドスラム・東京で3位になった。学生体重別では3年の時から2連覇を達成した。4年の時には講道館杯で、大学の1年後輩である志々目徹を判定で破って優勝を飾った。2013年に入ると、新ルールとなって最初の大会となるヨーロッパオープン・トビリシで優勝を果たした。春には大学を卒業して、パーク24に入社した。7月にカザニで開催されたユニバーシアード決勝では、ロンドンオリンピック金メダリストである地元ロシアのアルセン・ガルスチャンを相手に「日本の柔道が負けるはずないと思っていた」と強気で攻め立てて指導3でリードすると、終了間際に小内巻込で一本勝ちして優勝を飾った。11月の講道館杯では2連覇を果たした。
2014年2月のグランドスラム・パリでは3位だったが、7月のグランドスラム・チュメニでは優勝を飾った。11月の講道館杯では決勝で山本に技ありで逆転負けして3連覇はならなかった。
2015年4月の選抜体重別では決勝で志々目を指導3で破り初優勝を飾った。5月のアジア柔道選手権では2位にとどまった。7月のグランドスラム・チュメニでは前年に続いて2連覇を達成した。

## 戦績
- 2009年 - 全日本ジュニア 2位
- 2010年 - 講道館杯 3位
- 2010年 - グランドスラム・東京 3位
- 2011年 - 学生体重別 優勝
- 2011年 - 講道館杯 5位
- 2012年 - 体重別 3位
- 2012年 - 学生体重別 優勝
- 2012年 - 体重別団体 3位
- 2012年 - 講道館杯 優勝
- 2013年 - ヨーロッパオープン・トビリシ 優勝
- 2013年 - ヨーロッパオープン・ブダペスト 3位
- 2013年 - ユニバーシアード 優勝
- 2013年 - 講道館杯 優勝
- 2013年 - グランドスラム・東京 3位
- 2014年 - グランドスラム・パリ 3位
- 2014年 - グランドスラム・チュメニ 優勝
- 2014年 - 講道館杯 2位
- 2015年 - 体重別 優勝
- 2015年 - アジア選手権 2位
- 2015年 - グランドスラム・チュメニ 優勝
- 2016年 - アジアオープン・台北 優勝
- 2016年 - 国体 成年男子の部 優勝
- 2017年 - 実業個人選手権 2位

（出典、JudoInside.com）